# Ivica (Kiseljak, BiH)
Ivica je naseljeno mjesto u općini Kiseljak, Federacija Bosne i Hercegovine, BiH.

## Stanovništvo

### 1991.
Nacionalni sastav stanovništva 1991. godine, bio je sljedeći:
ukupno: 180
- Muslimani - 142
- Hrvati - 24
- Jugoslaveni - 12
- ostali, neopredijeljeni i nepoznato - 2

### 2013.
Nacionalni sastav stanovništva 2013. godine, bio je sljedeći:
ukupno: 62
- Bošnjaci - 43
- Hrvati - 19